# Ford Edge
Ford Edge (укр. Форд Едж) — кросовер-позашляховик, який виробляє американський автовиробник Ford з 2006 року.

## Перше покоління (U387, 2006-2014)

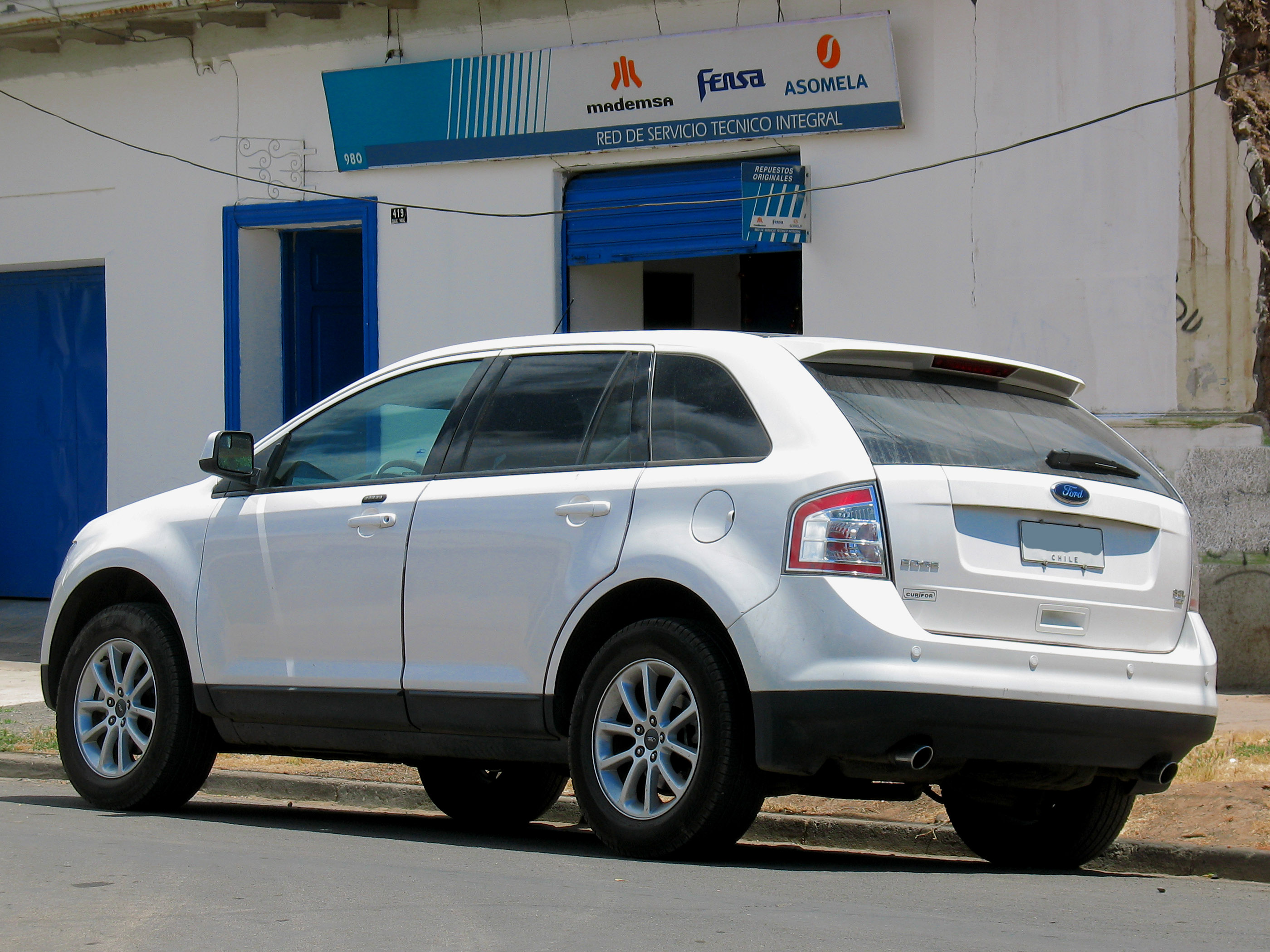
Ford Edge (2006-2010)

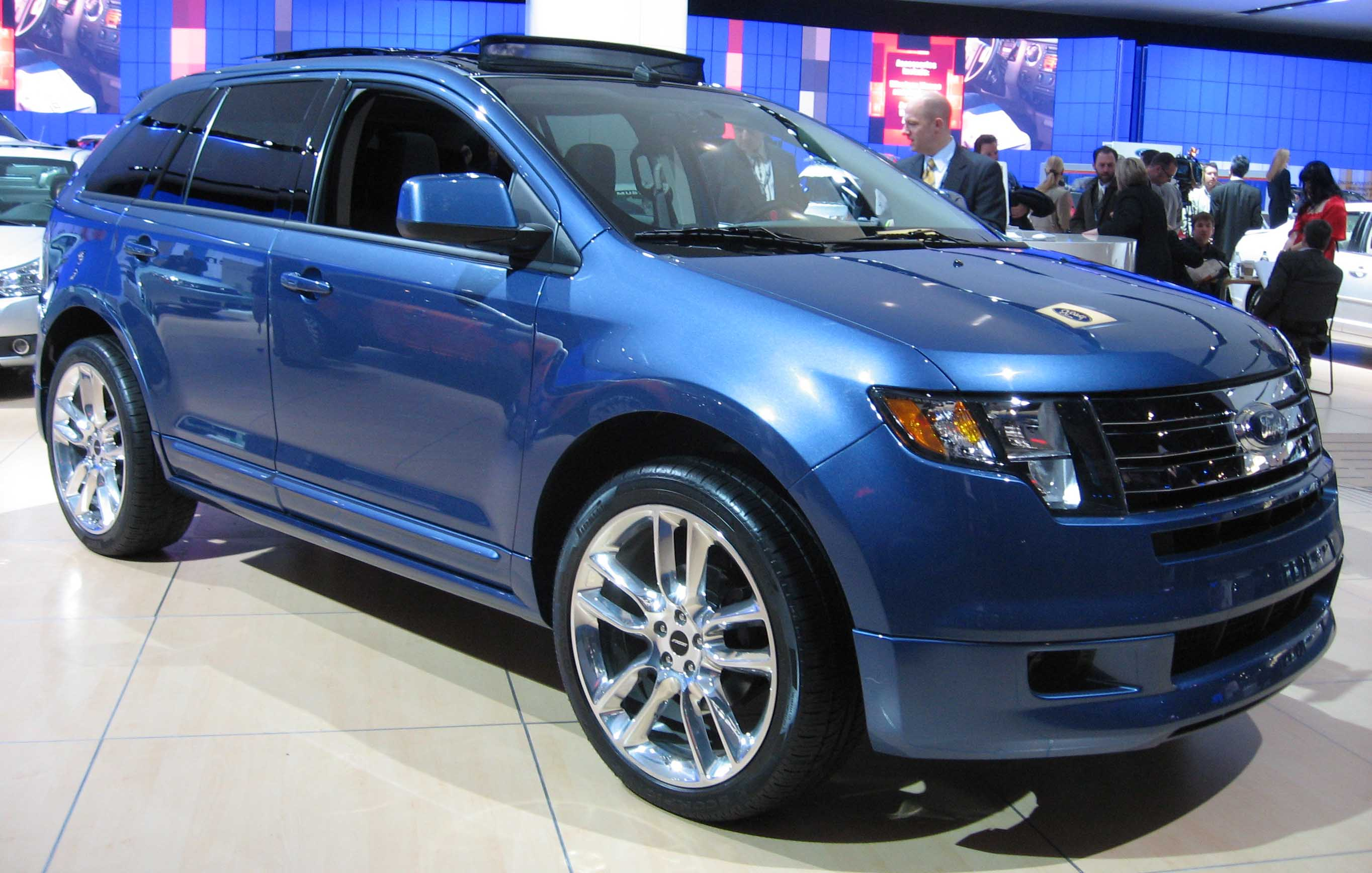
Ford Edge Sport (2008-2010)

Перше покоління Ford Edge (U387) було продемонстровано на Північноамериканському міжнародному автосалоні у Детройті в січні 2006 року. Виробництво почалася в жовтні 2006 року на заводі в Канаді, з виходом моделі в 2007 році.
Паркетник побудований на платформі CD3. Платформа зі стійками McPherson спереду і багатоважільною підвіскою ззаду розрахована під різні типи трансмісій - передньо-і повнопривідну, а також гібридну. Трохи пізніше з'явилася версія цього ж автомобіля з шильдиками Lincoln. Модель отримала назву MKX. Спочатку Ford Edge пропонувався тільки з двигуном 3.5 л V6 Duratec 35 потужністю 265 к.с., що належить до сімейства Ford Cyclone, цією серією фордівці замінили відразу дві лінійки атмосферних V6 - Essex і Vulcan. Двигун має алюмінієвий блок і головку циліндрів. Автомобіль пропонувався в трьох варіантах комплектації.
У 2008 році дебютувала модифікація Ford Edge Sport.

### Версія HySeries
У червні 2007 року, підрозділ Ford Canada анонсував газово-електричний гібрид Edge який надійде в продажу в 2010 році. Дана модель буде використовувати нову гібридну систему, об'єднуючи при цьому, електричний двигун з шестициліндровим двигуном.
Після публічної презентації в 2007 році, компанія Ford почала проявляти обережність стосовно майбутнього проекту Ford Airstream. Дана гібридно-електрична машина використовує водневе паливо разом з гібридним входом для підзарядки Літій-іонного акумуляторора, що розрахований на 320 кілометрів. HySeries була вперше продемонстрована на фордівському автомобіло Ford Airstream у 2007 році на Детройтському авто шоу, і в тому ж самому році - на Вашингтонському авто шоу.
Даний автомобіль використовувався в фільмах про Джеймса Бонда Помри, але не зараз у 2004 році, та Квант милосердя в 2008 році. Компанія Ford уклала угоду з Eon Productions на використання даної марки в її фільмах на три фільми. Цей контракт закінчився після 2008 року.

### Фейсліфтинг 2010

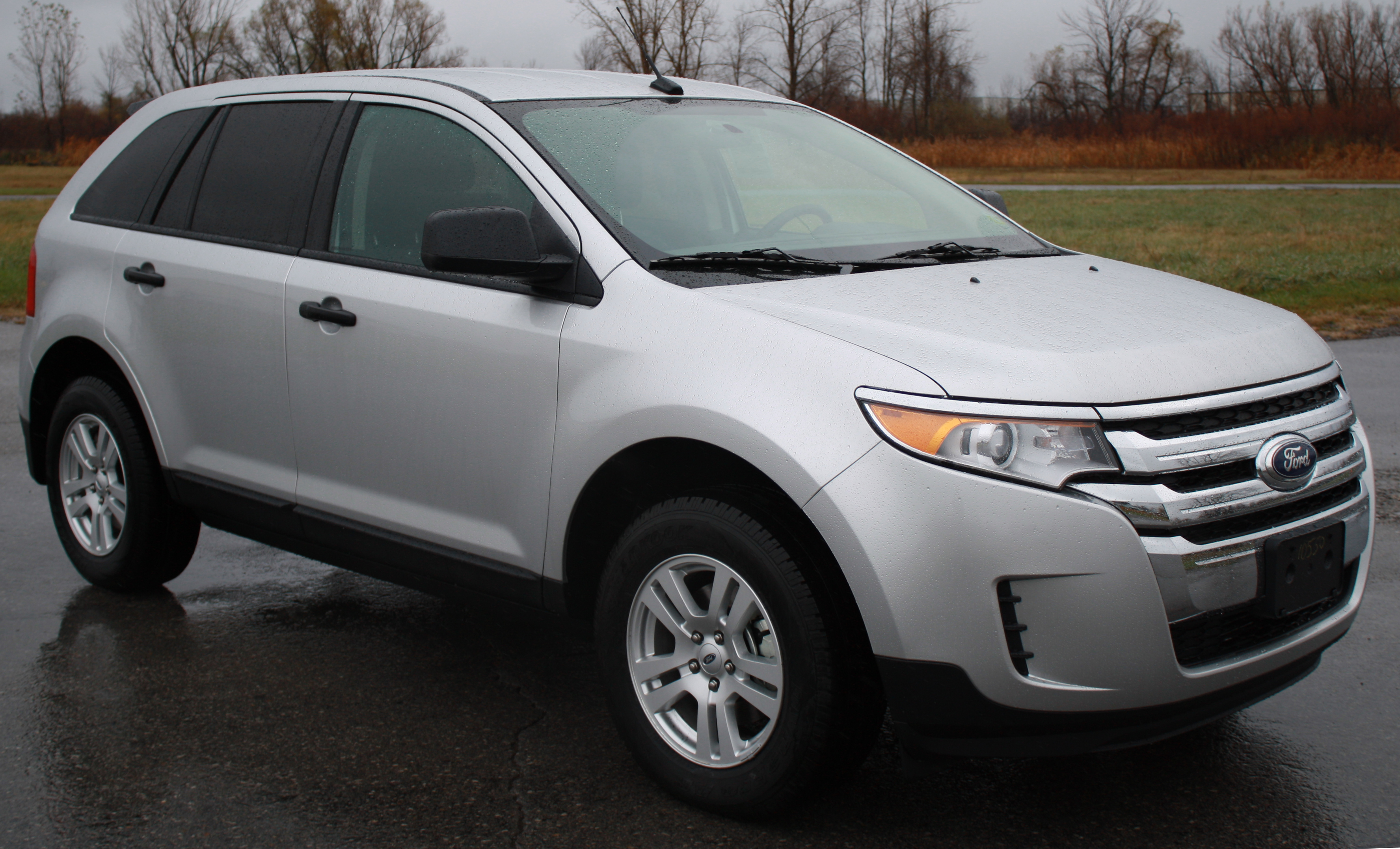
Ford Edge після фейсліфту (2010-2014)

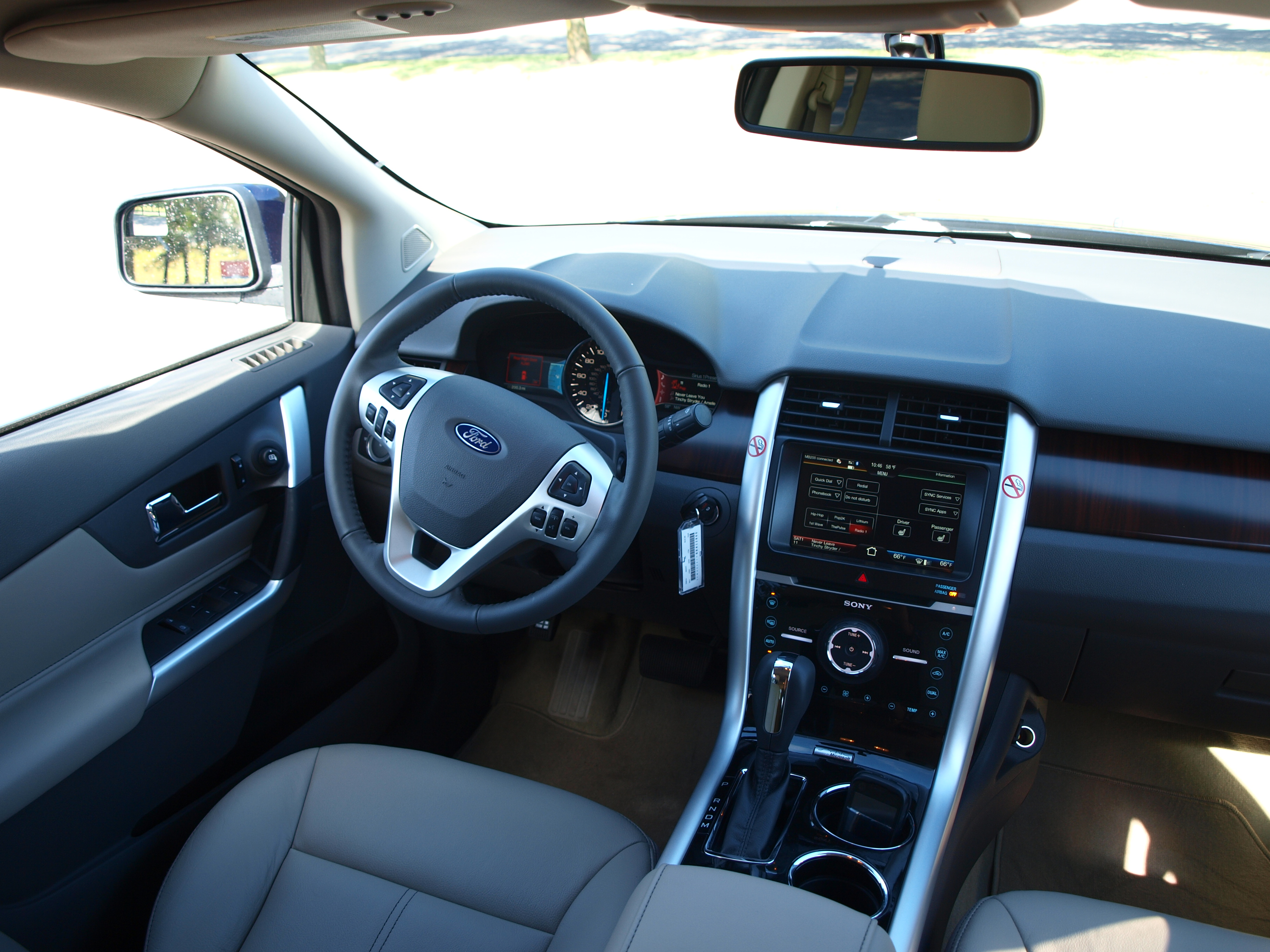
Ford Edge

Оновлений Ford Edge був показаний 12 лютого 2010 року на Чиказькому авто шоу. Змінений зовнішній вигляд включає в себе нові колеса, оновлений бампер і фасади, в той час як інтер'єр автомобіля має оновлене і ємнісне сенсорне управління, замість традиційних кнопок та перемикачів, які також були включені в модернізований Lincoln MKX.
Три нові двигуни були представлені для оновленого Edge: чотирициліндровий двигун 2.0 EcoBoost, 3.5 V6 Duratec Ti-VCT і 3.7 V6 Duratec.

### Двигуни
Бензинові
- 2,0 л EcoBoost I4, 240 к.с., 366 Нм, (2010—2014)
- 3,5 л Duratec 35 V6, 265 к.с., 339 Нм, (2006—2010)
- 3,5 л Duratec 35 V6 Ti-VCT, 285 к.с., 343 Нм, (2010—2014)
- 3,7 л Duratec 37 V6, 305 к.с., 380 Нм, (2010—2014)

## Друге покоління (CD539, 2014-2024)

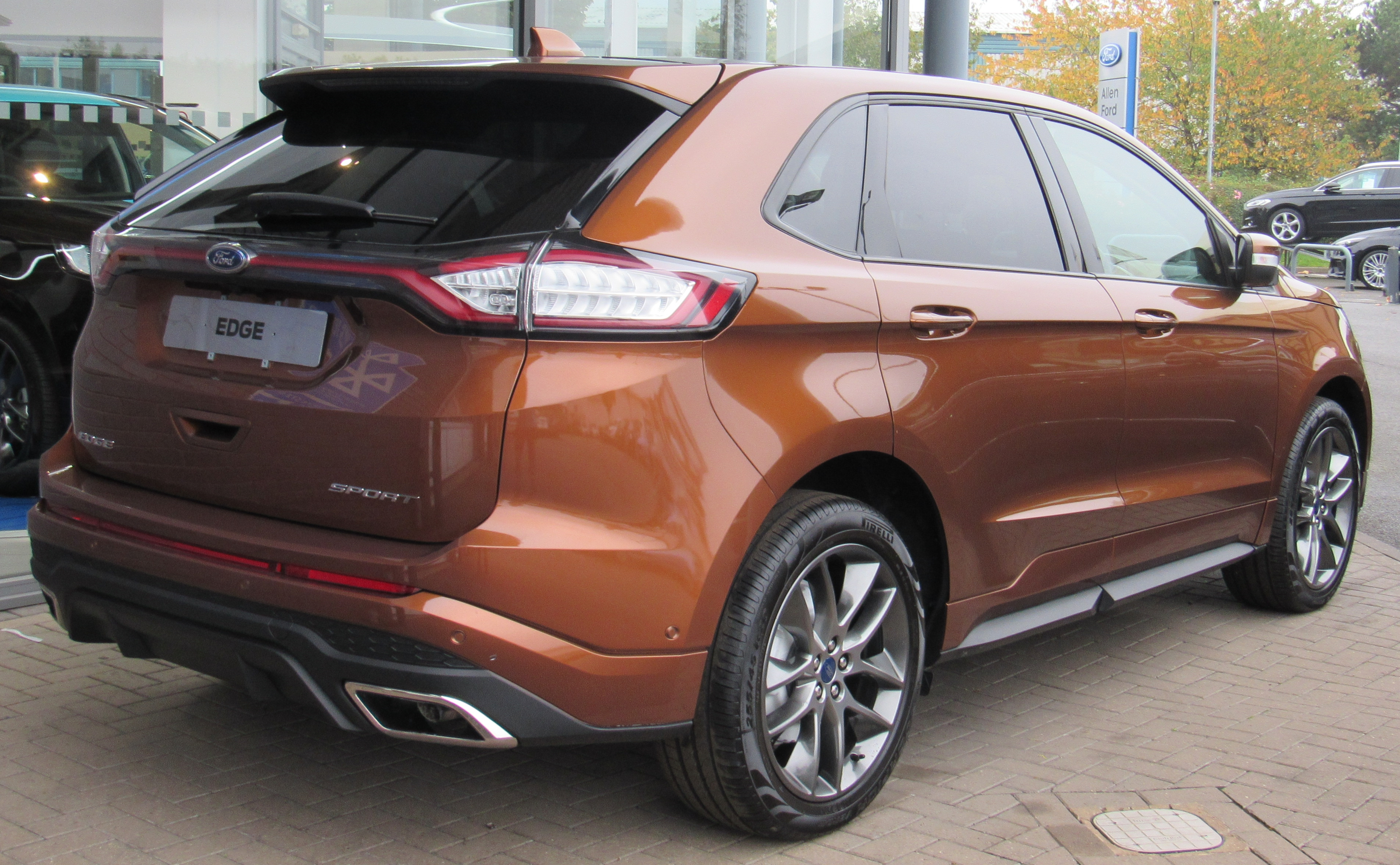
Ford Edge 2

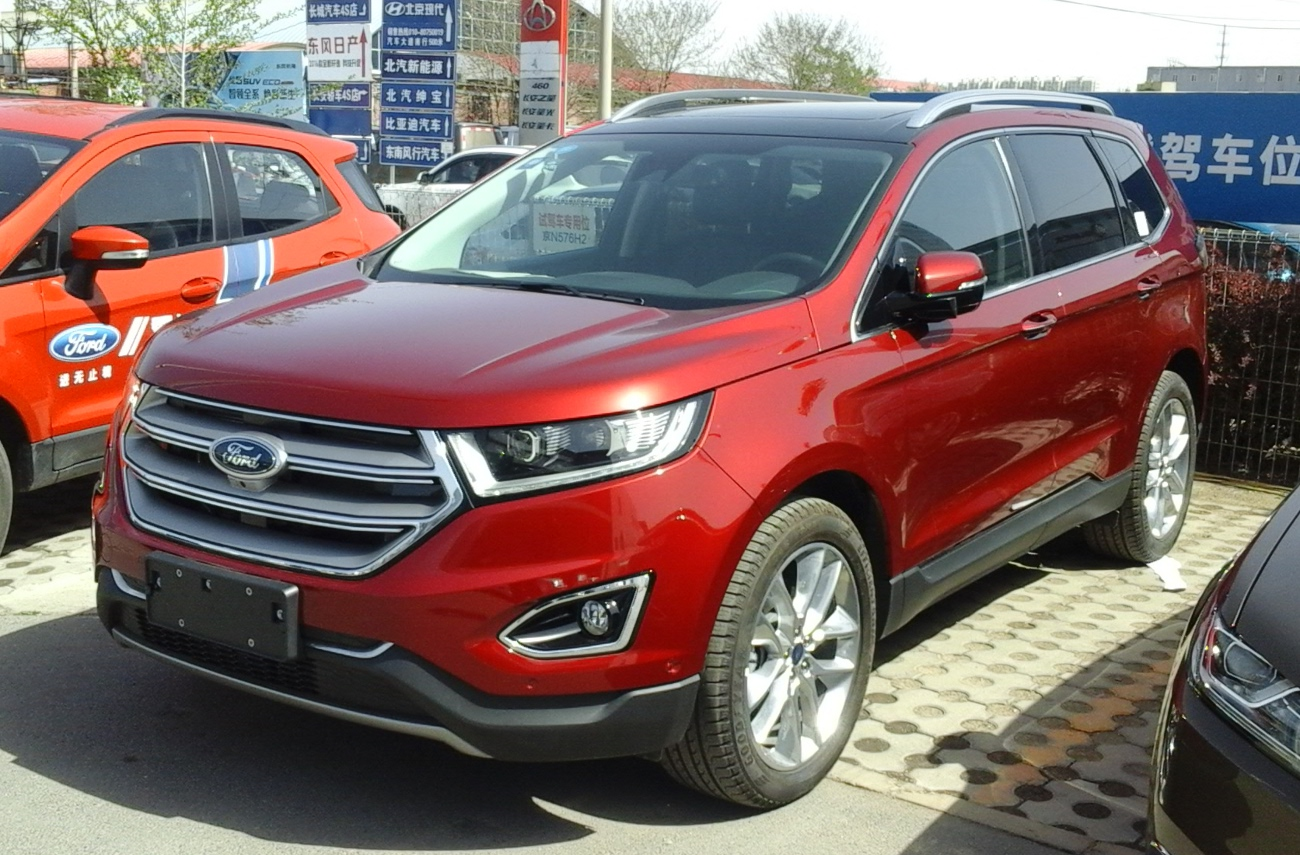
Ford Edge 2 LWB

На автосалоні в Лос-Анджелесі в листопаді 2013 року представлено концепт-кар другого покоління Ford Edge. Крім ринку Пн. Америки автомобіль буде продаватись по всьому світу.
Серійна модель дебютувала влітку 2014 року. В Україні Ford Edge пропонується в двох комплектаціях — Titanium і Lux. Новий Edge побудований на платформі Ford Fusion (він же Mondeo). Кузов став жорсткішим: на 16% на кручення і на 26% на вигин. Покупцям запропонують на вибір турбомотори 2,0 л EcoBoost потужністю 245 к.с. і V6 2,7 л EcoBoost, який видає 315 к.с., а також 265-сильний "атмосферник" V6 3,5 л Duratec.
В листопаді 2014 року на автосалоні в Гуанчжоу представили семимісну версію Ford Edge LWB з двигуном V6 2,7 л EcoBoost потужністю 300 к.с., автомобіль буде продаватись тільки в Китаї з 2015 року.
У 2016 році автомобіль вийшов на ринок Європи з 2,0 л дизелем TDCi в двох варіантах форсування: 180 і 210 к.с. Коробок передач три - шестиступінчасті МКПП і АКПП та роботизована трансмісія з двома зчепленнями. Оснащення Ford Edge має низку оновлень, включно з адаптивним посиленим кермовим управлінням, автоматичними задніми дверми багажника, механічно регульованим рейковим кермовим механізмом і повним приводом. Всі моделі отримали можливість запуску двигуна без ключа, тоді як до оновлених опцій входить мультимедійний комплекс Sync 3. Від використання V подібної шістки розробники відмовилися. Ford Edge 2016 року представлений в чотирьох комплектаціях: SE, SEL, Titanium і Sport. Витрачаючи мінімум на базовий SE, покупець все одно отримає двигун з турбонаддувом хай-тек, вхід без ключа і кнопковий старт, камеру заднього виду, сидіння з 6 режимами положень, 46-сантиметрові колеса. Розважально-інформаційна система доступна через AM/FM/CD з 6 динаміками, входом USB і можливістю з'єднання з Bluetooth. У SEL модель додано подвійне зональне управління кліматом і супутникове радіо. В стандартну комплектацію Titanium входить: преміум аудіосистема SONY, система автоматичного відкриття задніх дверей, шкіра, підігрів передніх сидінь і розважально-інформаційна система My Ford.

### Фейсліфтинг 2018

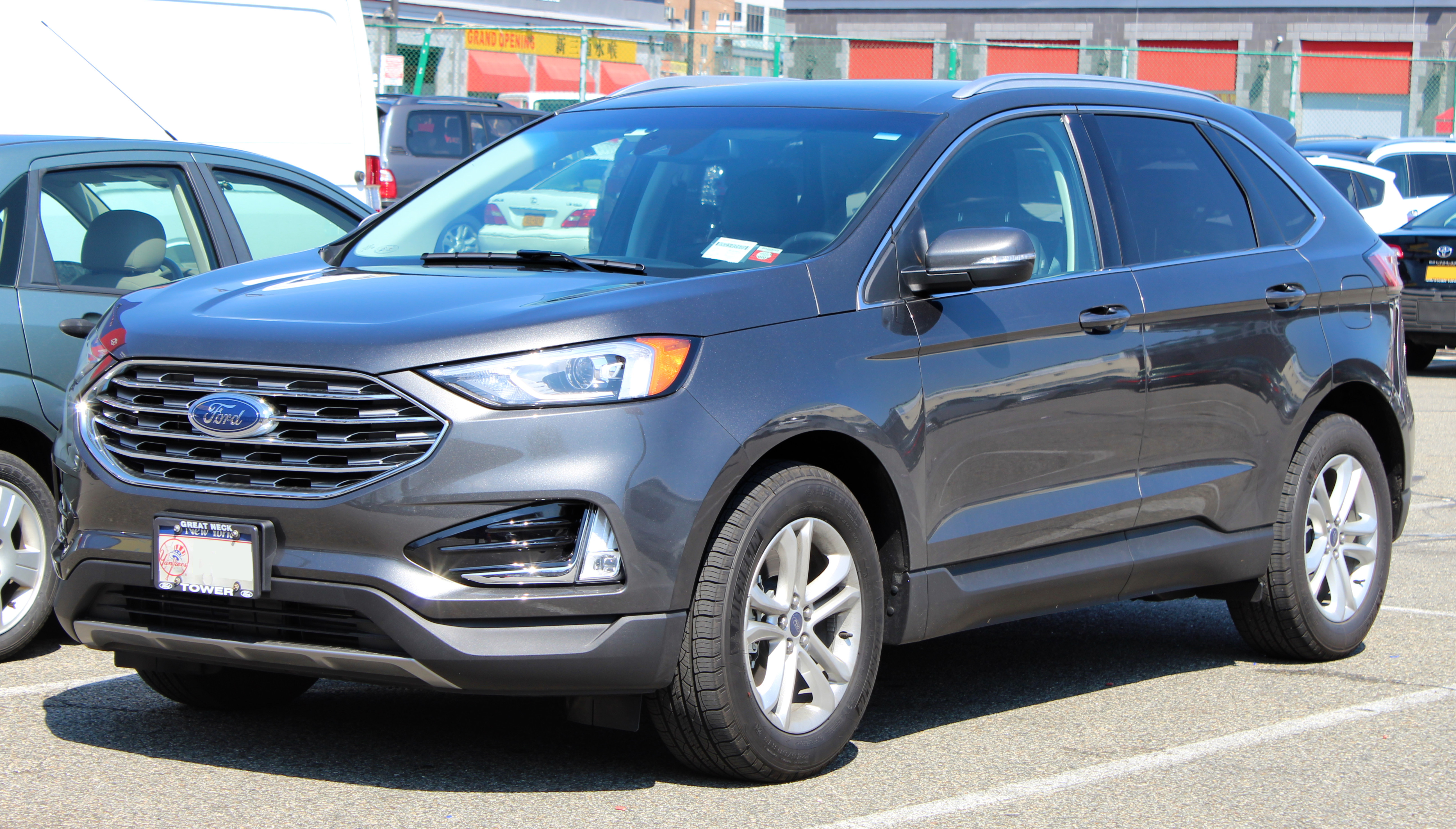
Ford Edge II (з 2018)

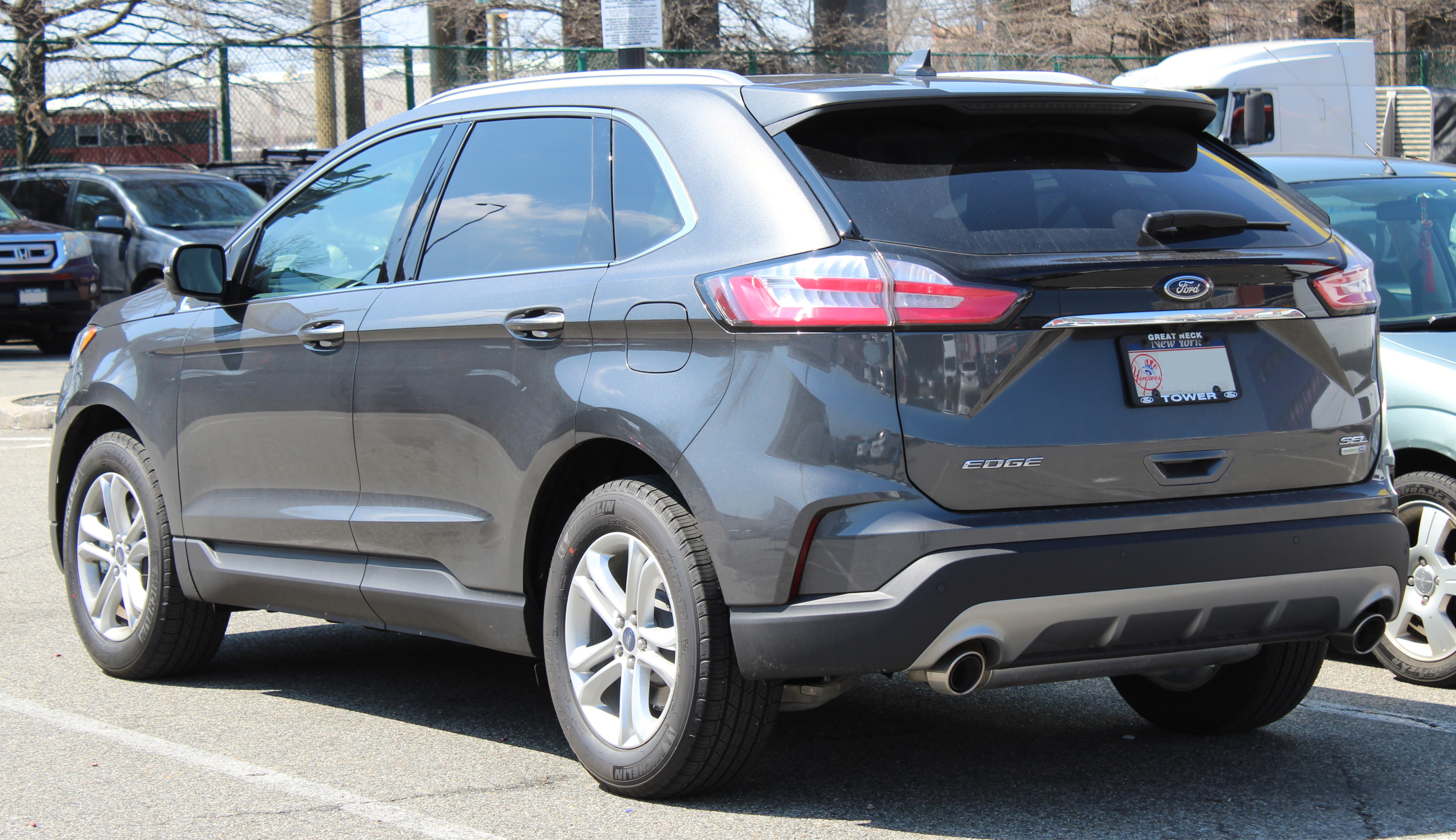
Ford Edge II (з 2018)

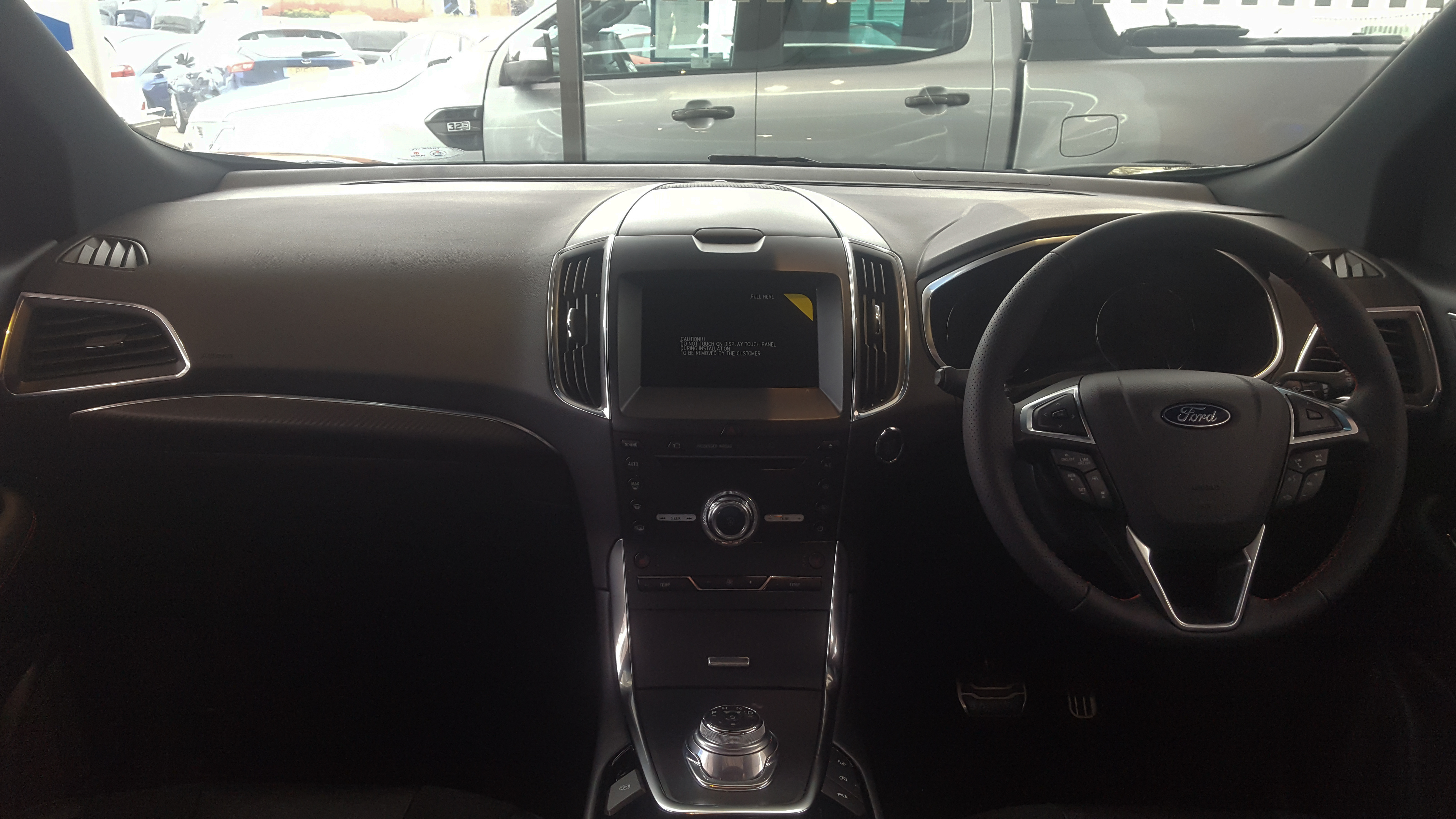

В січні 2018 року на Детройтському автосалоні представили оновлену версію для США, її продажі стартують влітку. А оновлену європейську версію представили 22 лютого 2018 року. Його продажа також почнеться в середині цього року. По обидва боки Атлантики паркетник виглядає однаково як зовні, так і всередині. Головна відмінність криється під капотом. Гамма двигунів у європейській моделі складається виключно з дизелів. Покупцям запропонують чотири комплектації - Trend, Titanium, Vignale і псевдоспортивного ST-Line.
У 2020 році Ford Edge отримав незначні оновлення. Виробник зробив систему двозонного автоматичного клімат-контролю стандартною для всіх комплектацій Edge. Інтер'єр, екстер'єр, мультимедіа, безпека та технічні характеристики моделі 2020 року залишились без змін.
У 2021 модельному році Ford оновив інформаційно-розважальну систему Edge. Відтепер кросовер оснащений найновішою версією мультимедіа Sync 4 та сенсорним екраном діагоналлю 12 дюймів.

### Двигуни
Бензинові
- 2,0 л EcoBoost I4, 245 к.с., 350-373 Нм, (з 2014)
- 3,5 л Duratec 35 V6 Ti-VCT, 265-280 к.с., 339 Нм (з 2014)
- 2,7 л EcoBoost V6, 300-329 к.с., 475 Нм, (з 2014)

Дизельні
- 2,0 л Duratorq I4, 180 к.с., 400 Нм, (з 2016)
- 2,0 л Duratorq I4, 210 к.с., 450 Нм, (з 2016)
- 2.0 л EcoBlue I4, 238 к.с., 500 Нм, (з 2018)

## Третє покоління (CDX706; з 2023)

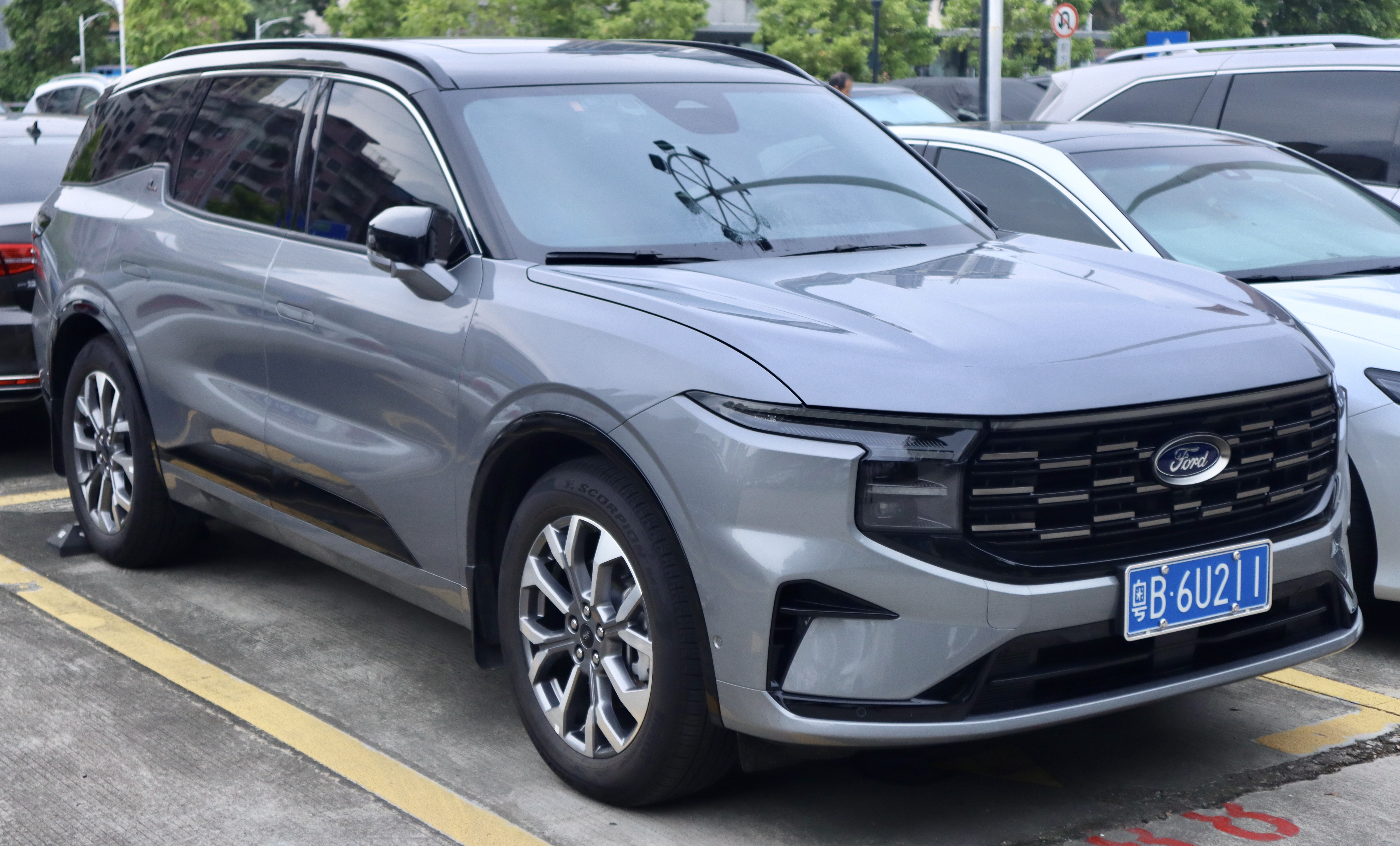
Ford Edge L

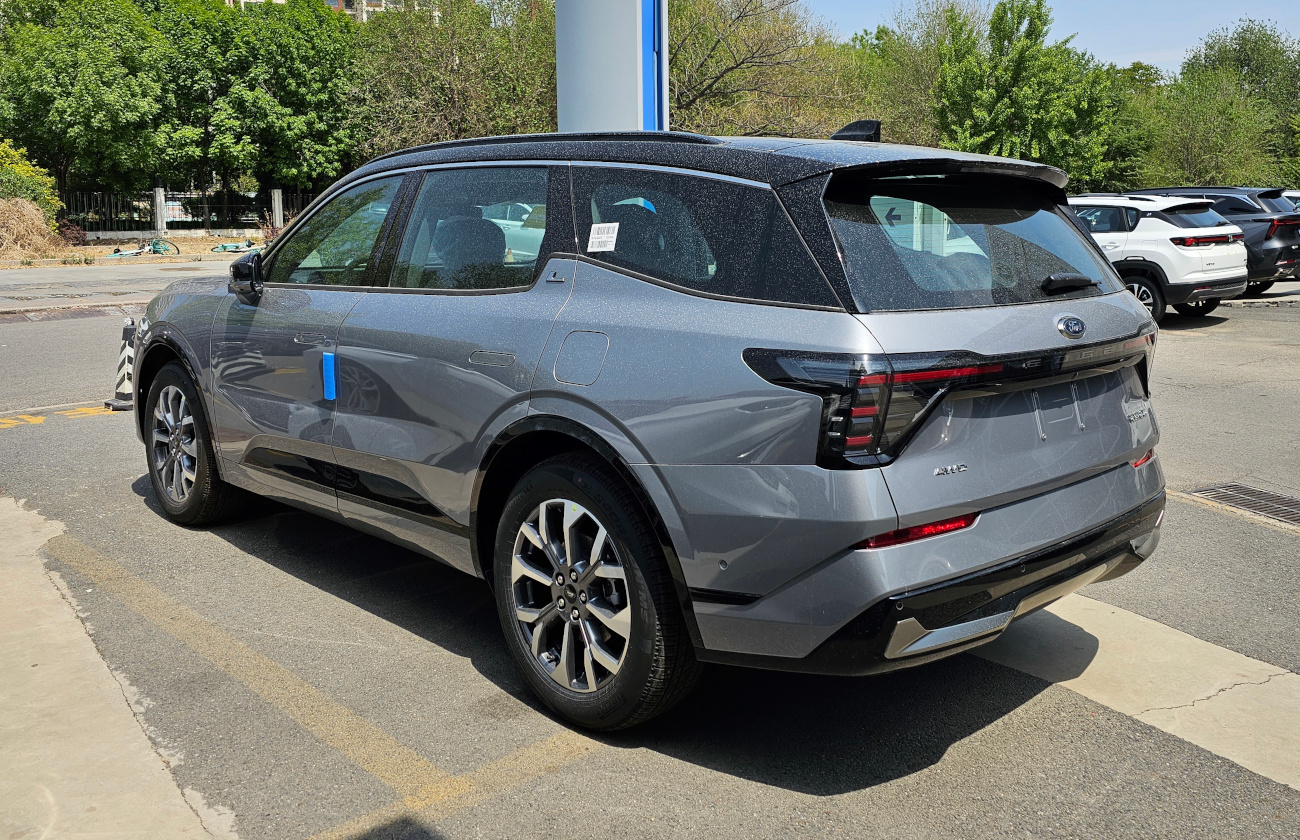

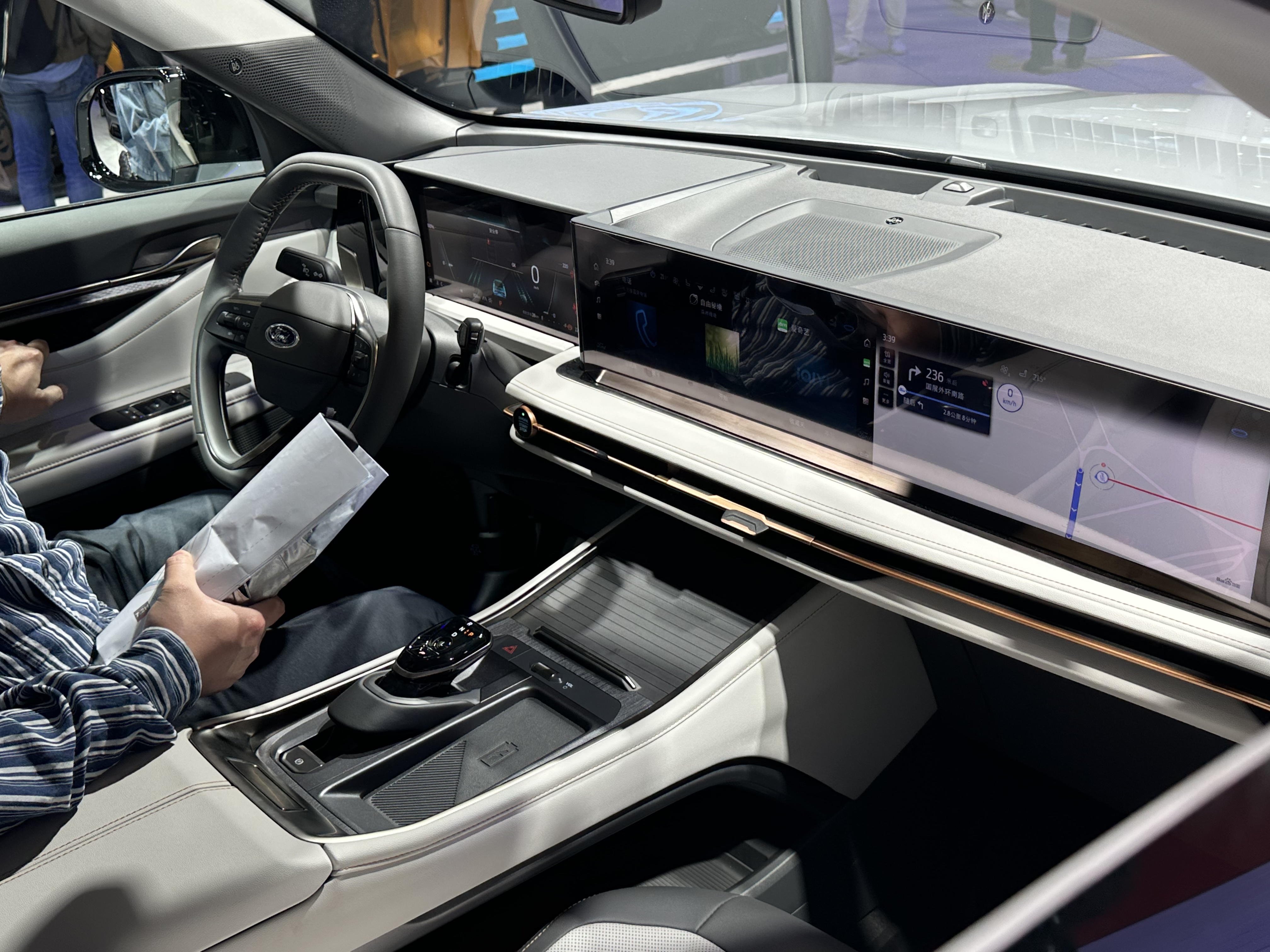

Третє покоління Edge було випущено у 2023 році для китайського ринку під назвою Ford Edge L. Це позашляховик середнього розміру з трьома рядами сидінь, доступний з бензиновими та гібридними силовими агрегатами.

### Двигуни
Бензиновий:
- 2.0 L turbo I4

Hybrid:
- 2.0 L I4

## Продажі в США
| Рік  | Всього авто |
| ---- | ----------- |
| 2006 | 2,201       |
| 2007 | 130,125     |
| 2008 | 110,798     |
| 2009 | 88,548      |
| 2010 | 118,637     |
| 2011 | 121,702     |
| 2012 | 127,969     |
| 2013 | 129,109     |
| 2014 | 108,864     |
| 2015 | 124,120     |
| 2016 | 134,588     |